# 波爾克縣 (明尼蘇達州)
波爾克縣（英語：Polk County）是美國明尼蘇達州西部的一個縣，西鄰北達科他州。面積5,174平方公里。根據美國2000年人口普查，共有人口31,369人。縣治克魯克斯頓（Crookston）。
成立於1859年7月20日。縣名紀念第十一任總統詹姆斯·諾克斯·波爾克。